# حوض سلطان
دریاچه نمک حوض سلطان، در شرق آزادراه قم-تهران قرار دارد.

## ویژگی‌ها
دریاچه نمک حوض سلطان به مساحت تقریبی ۲۴۰ کیلومتر مربع در شمالشرق شهرستان قم واقع شده‌است. در مواقع بارندگی و ذوب برف‌های ارتفاعات اطراف، چون بر میزان آب ورودی افزوده می‌شود، وسعت آن زیاد و در غیر از این ایام، وسعت آن کم می‌شود. بدین ترتیب سطح آب دریاچه پیوسته در نوسان است.
این دریاچه از دو چالهٔ جدا از هم تشکیل شده‌است. چالهٔ غربی به نام حوض سلطان و چاله شرقی به نام حوض مره است که به وسیله یک آبراهه به هم وصل می‌شوند. در فصول پرآب ابتدا چاله مره پر می‌شود و سپس آب اضافی وارد حوض سلطان می‌شود.
رودهای متعددی به این دریاچه وارد می‌شوند که عموماً از اراضی شوره‌زار و نمکی اطراف عبور می‌کنند. از جمله این رودها می‌توان به رود شور اشاره کرد.
دریاچه حوض سلطان از بقایای دریاچه قدیمی ساوه که از بین رفته‌است، به وجود آمده‌است.

## دسترسی
راه‌های ورود به منطقه: در ۳۵ کیلومتری مسیر قم-تهران جاده خاکی وجود دارد که به دریاچه می‌رسد. درون دریاچه نیز جاده خاکریزی هست که برای جلوگیری از فرورفتن خودروها در باتلاق و بهره‌برداری از نمک دریاچه مورد استفاده قرار می‌گیرد.
ارتفاع دریاچه حوض سلطان از سطح دریا ۷۱۰ متر است و با بارندگی ۱۰۰ تا ۱۲۰ میلیمتر در سال این منطقه در حوزه نواحی کم باران قرار گرفته و دارای چهار بخش کفه نمکی (بخش اصلی)، حاشیه باتلاقی، محدوده اکولوژیک و دشتی است.

## نگارخانه

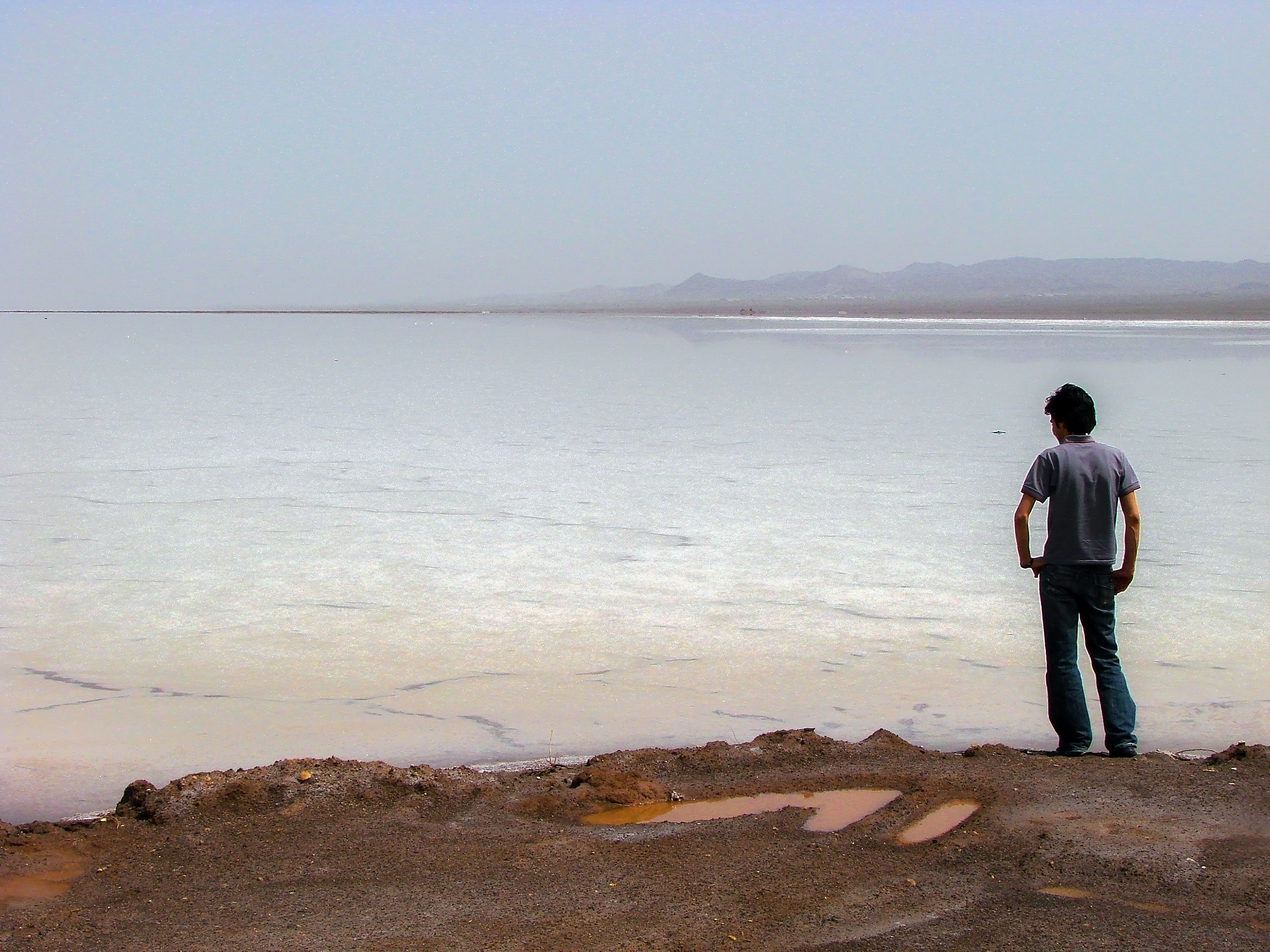
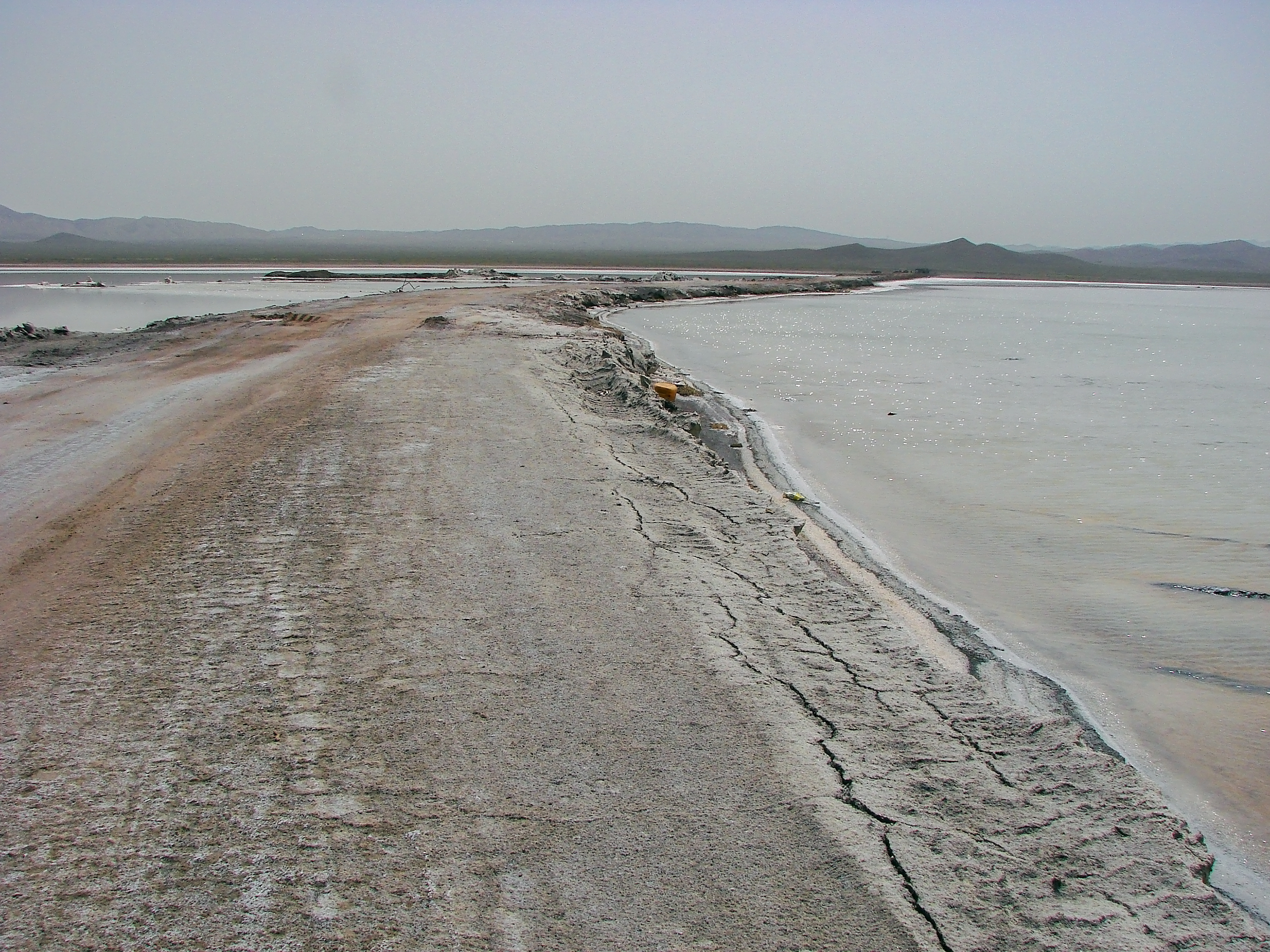
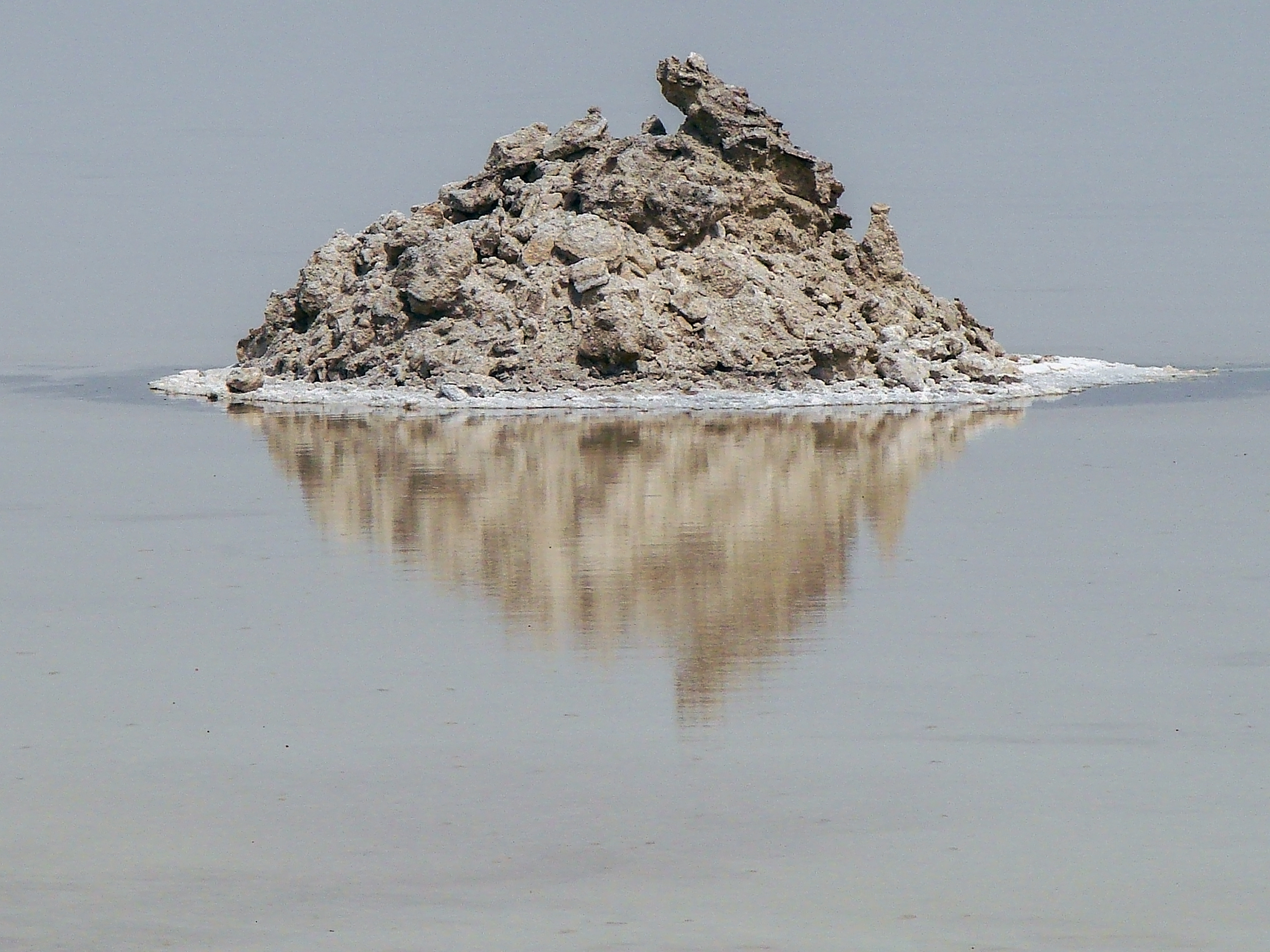
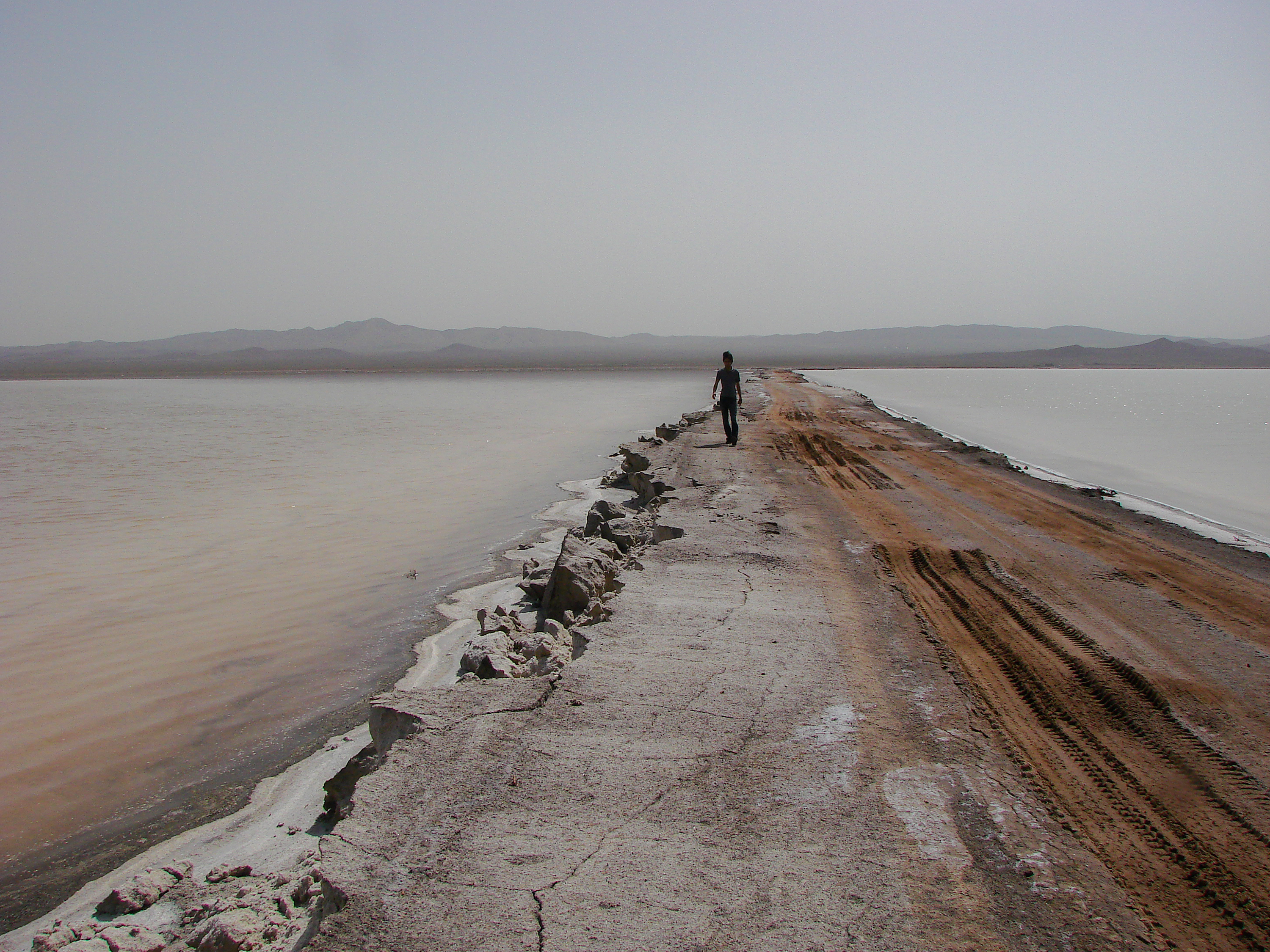
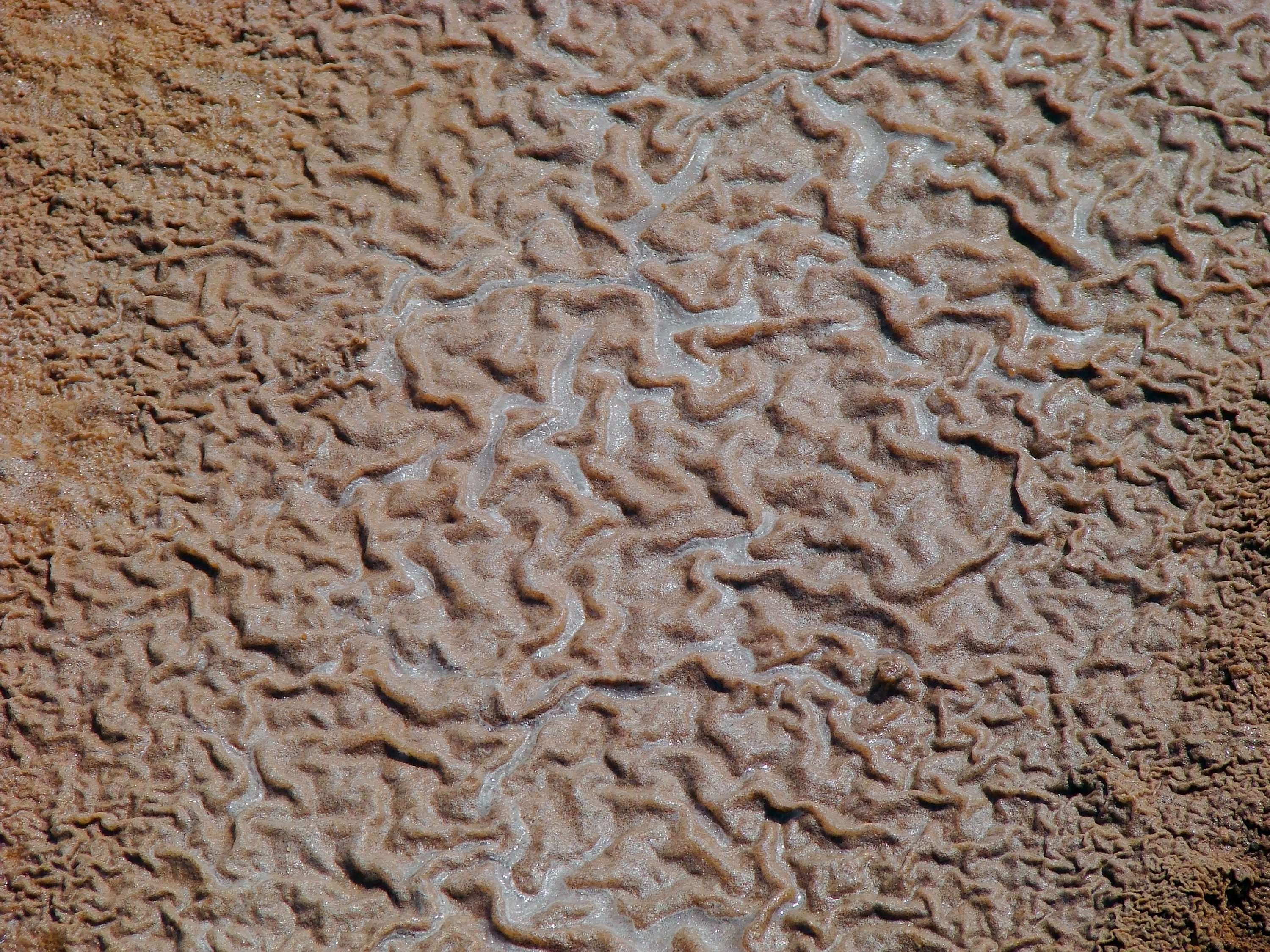
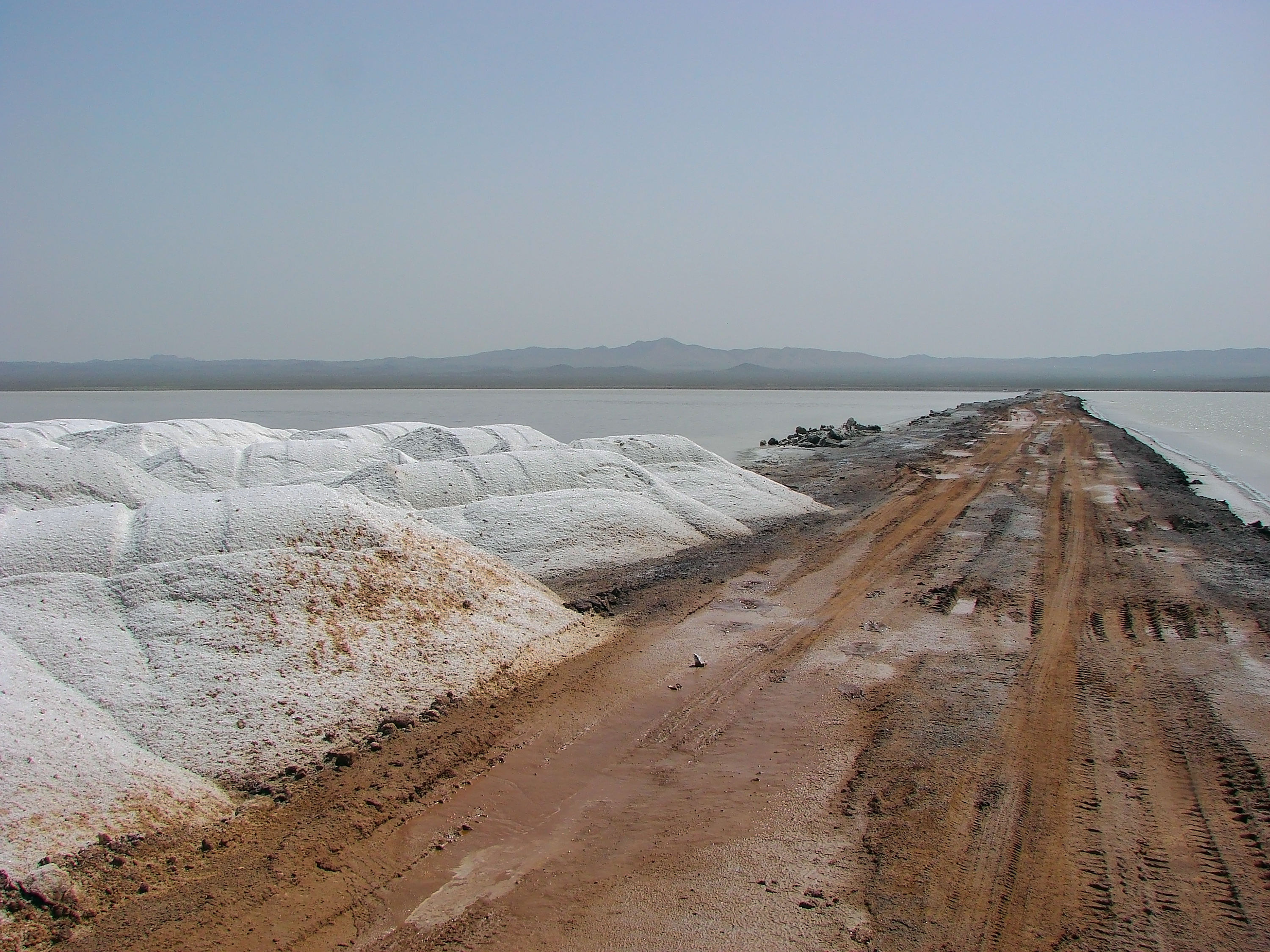
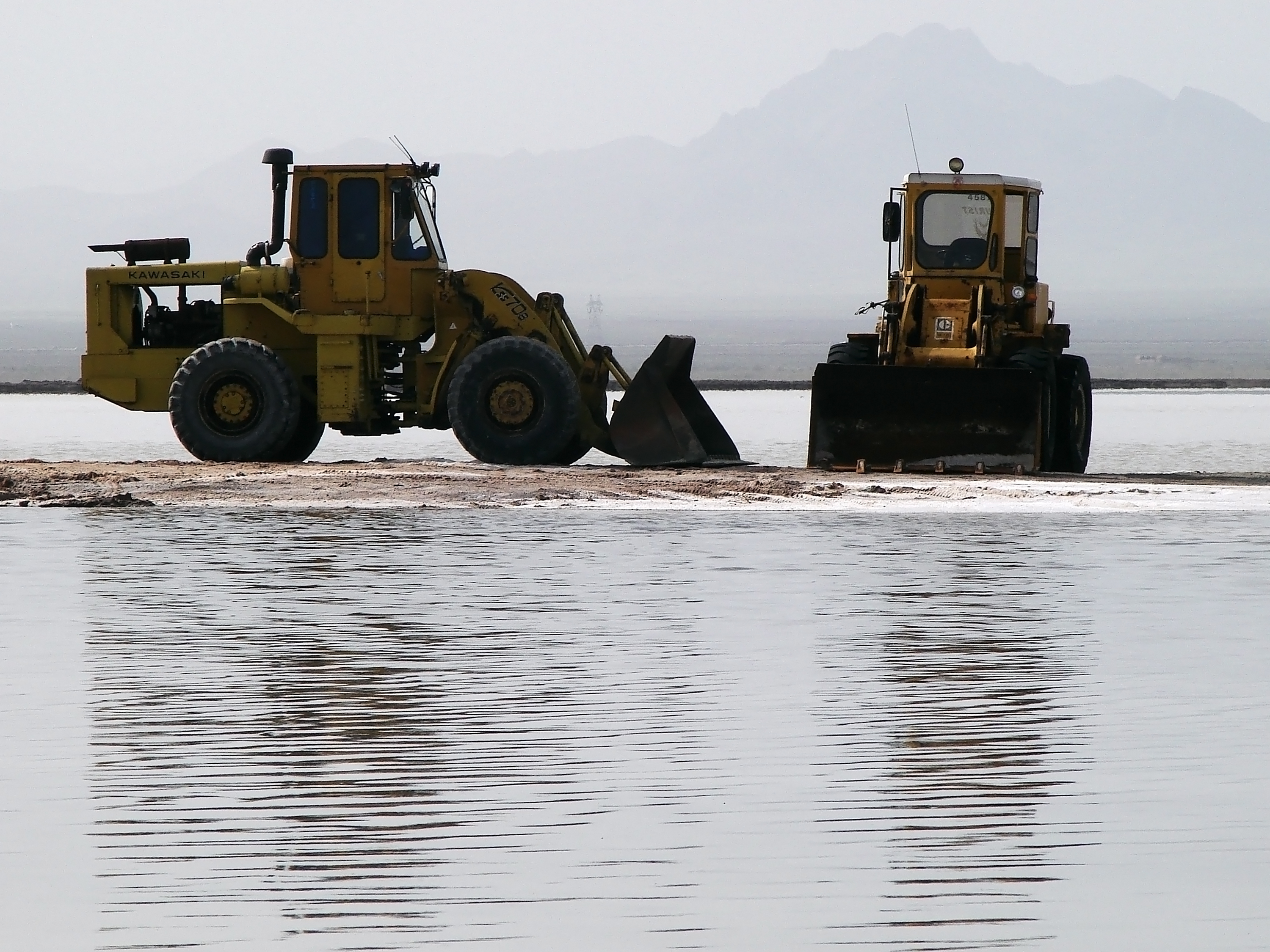
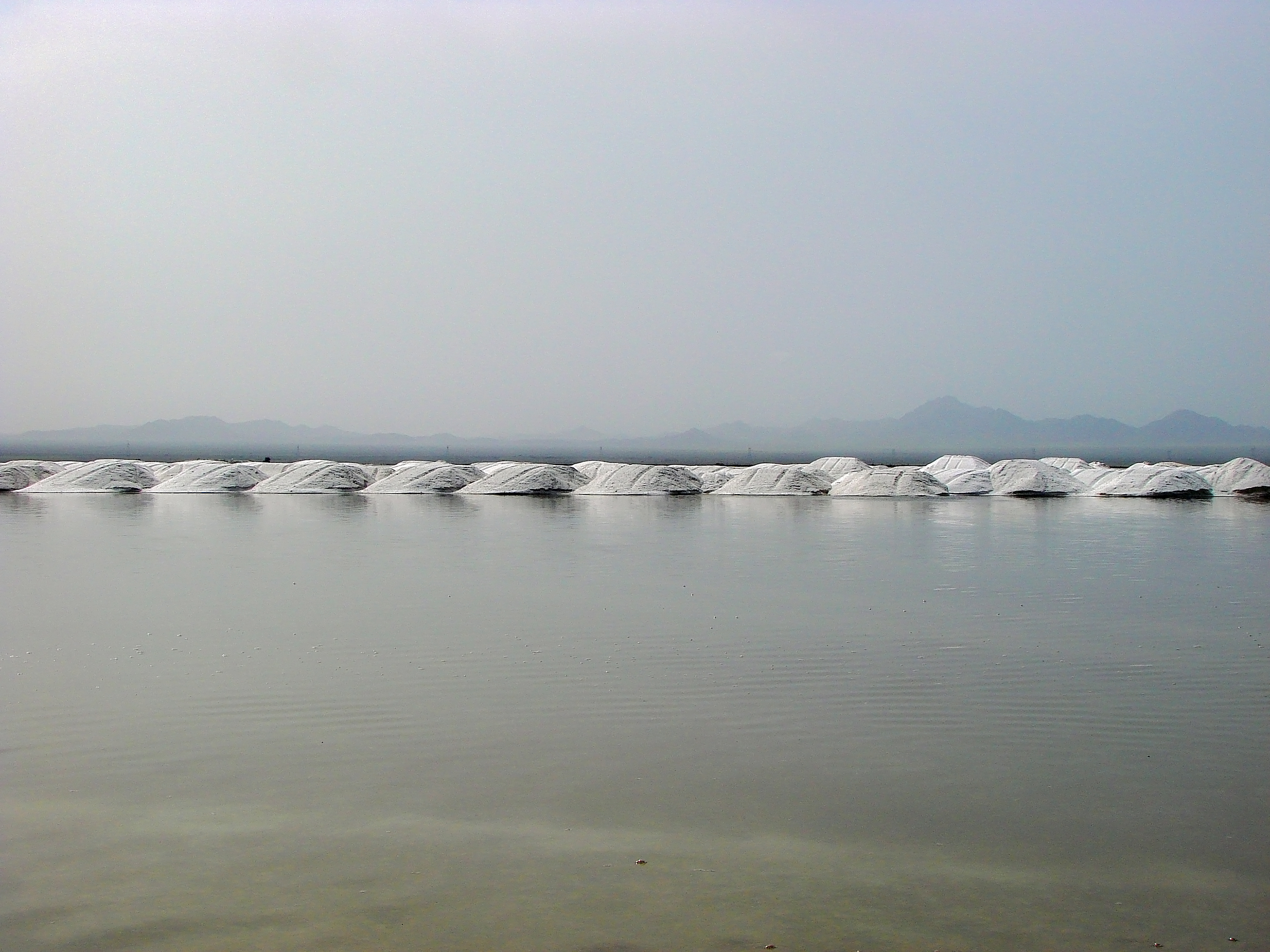
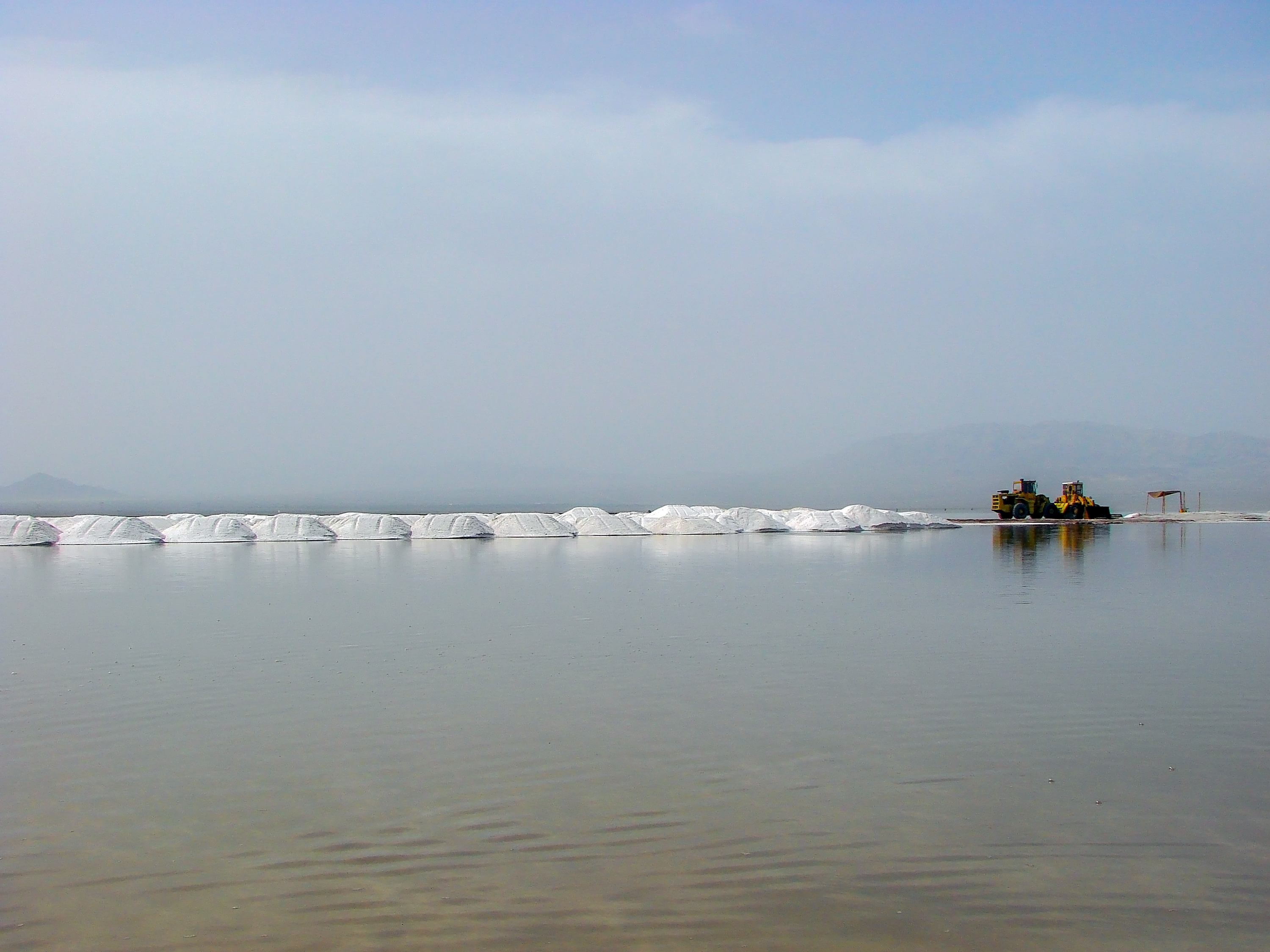
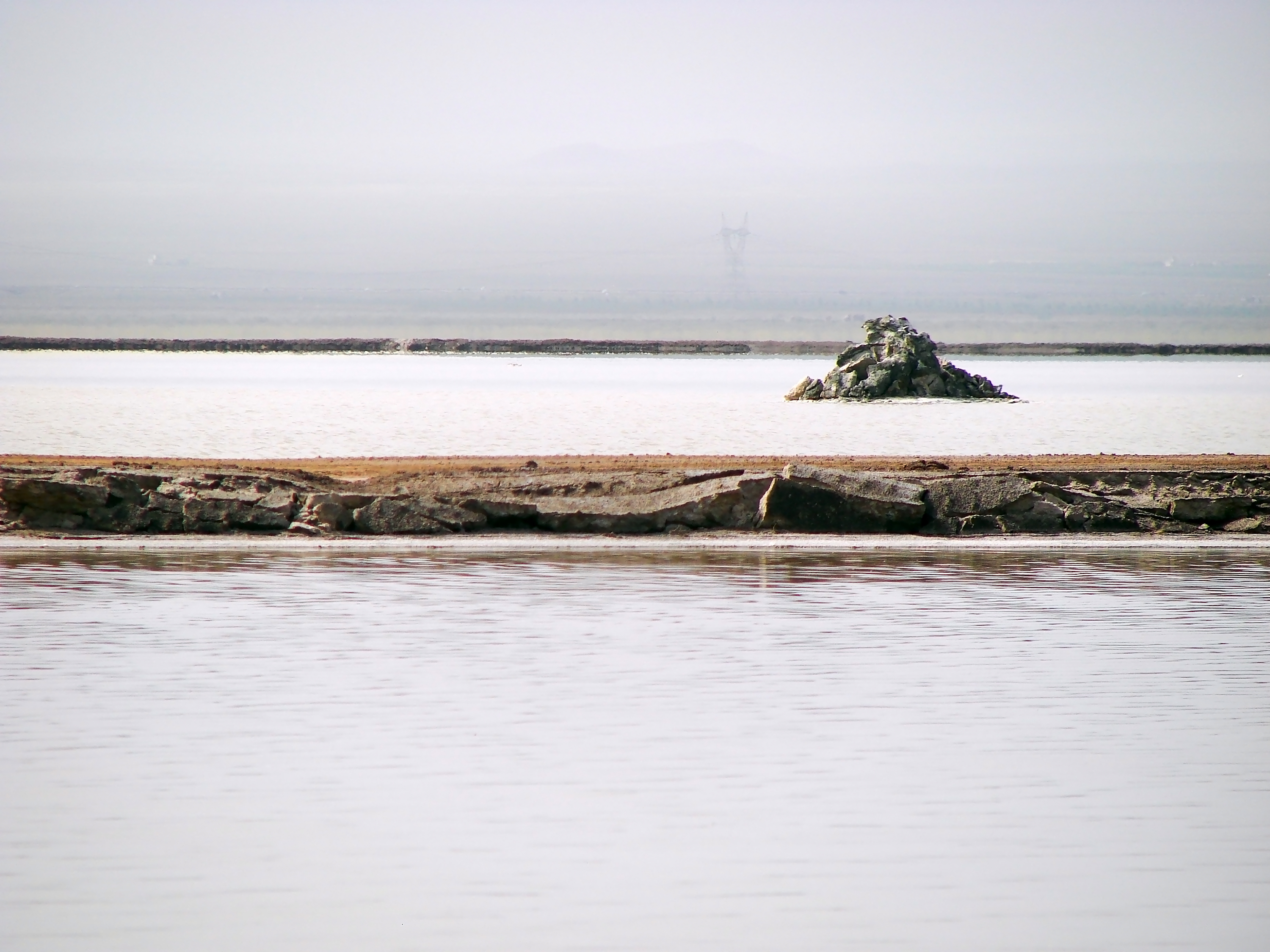
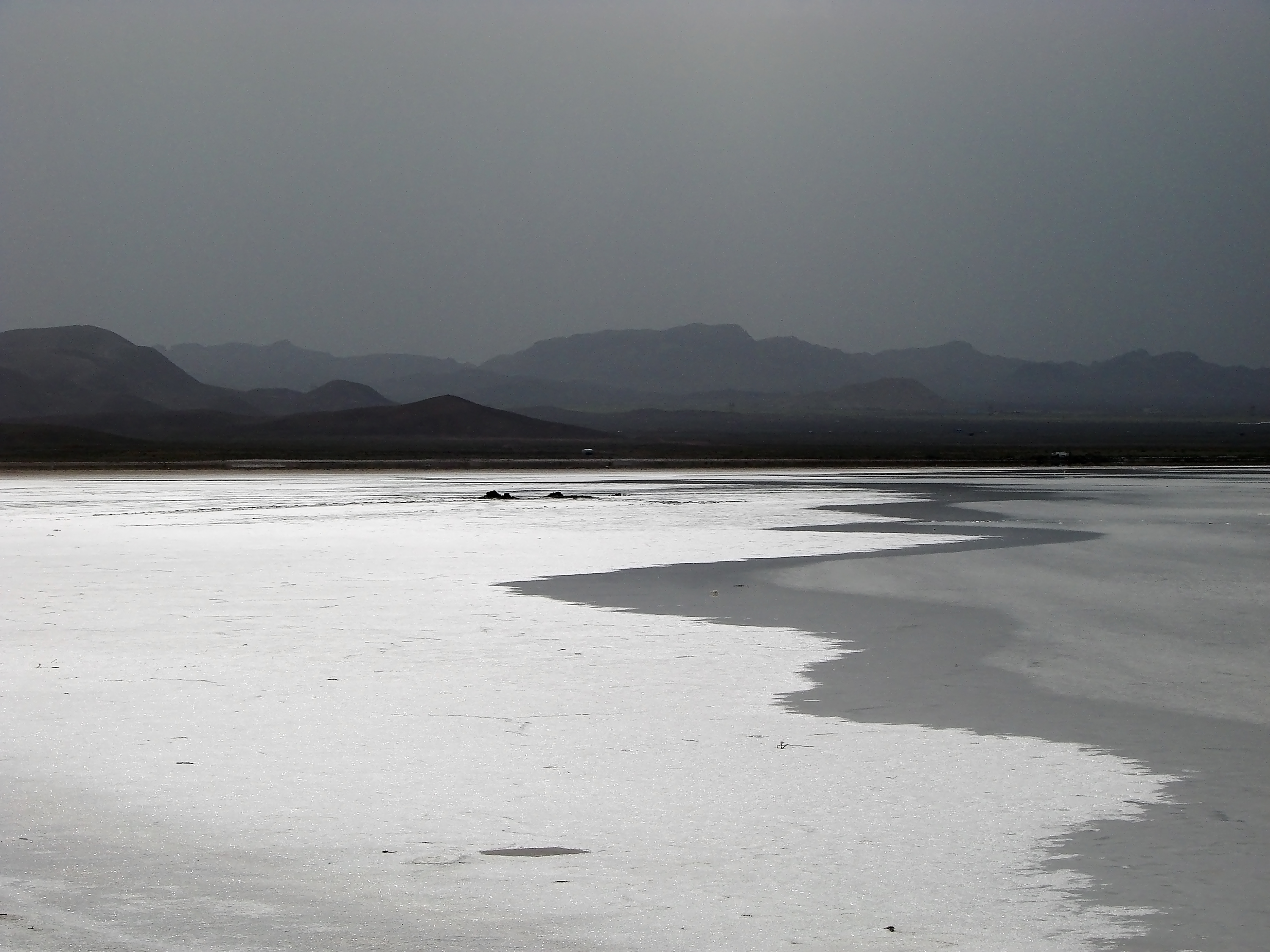
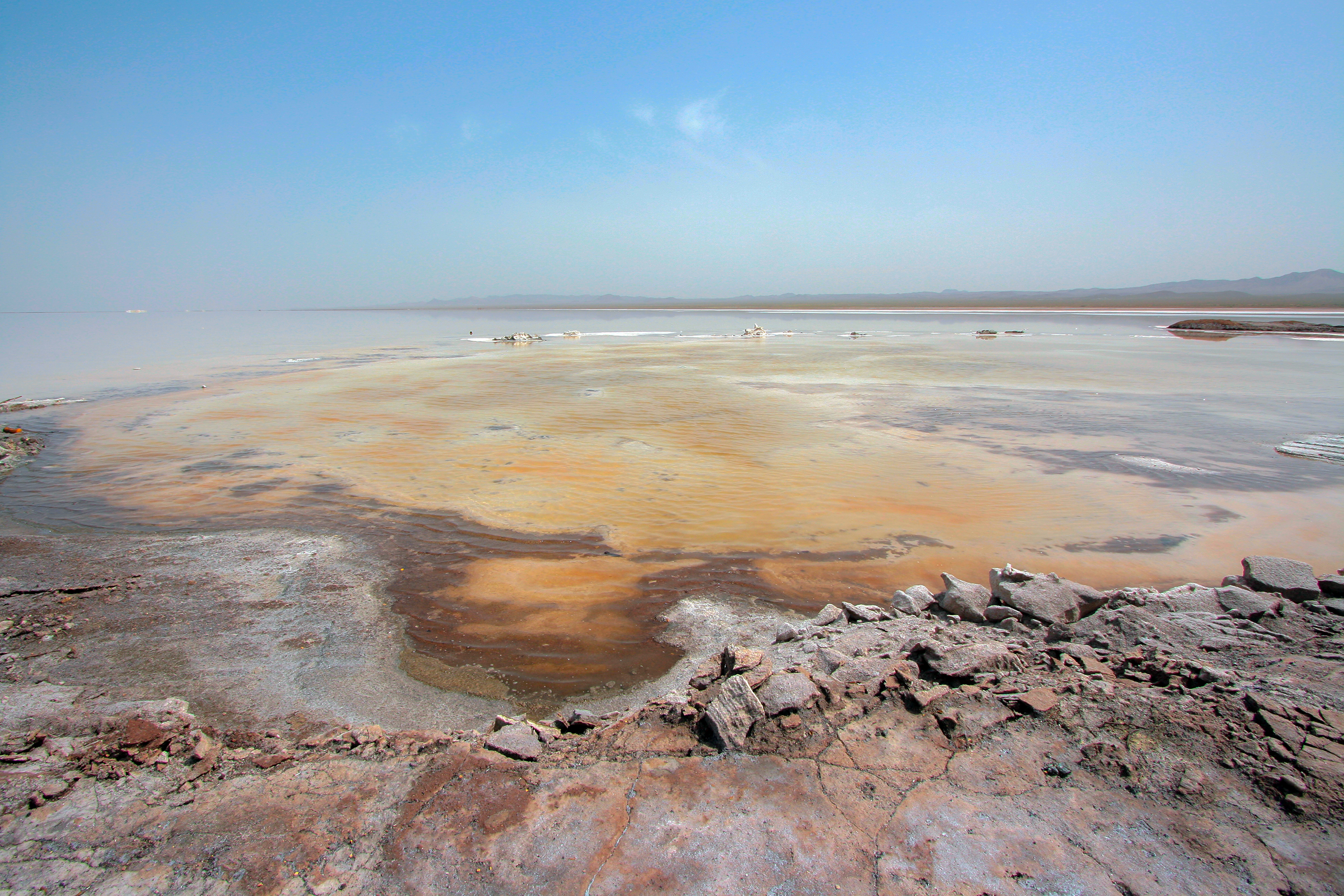
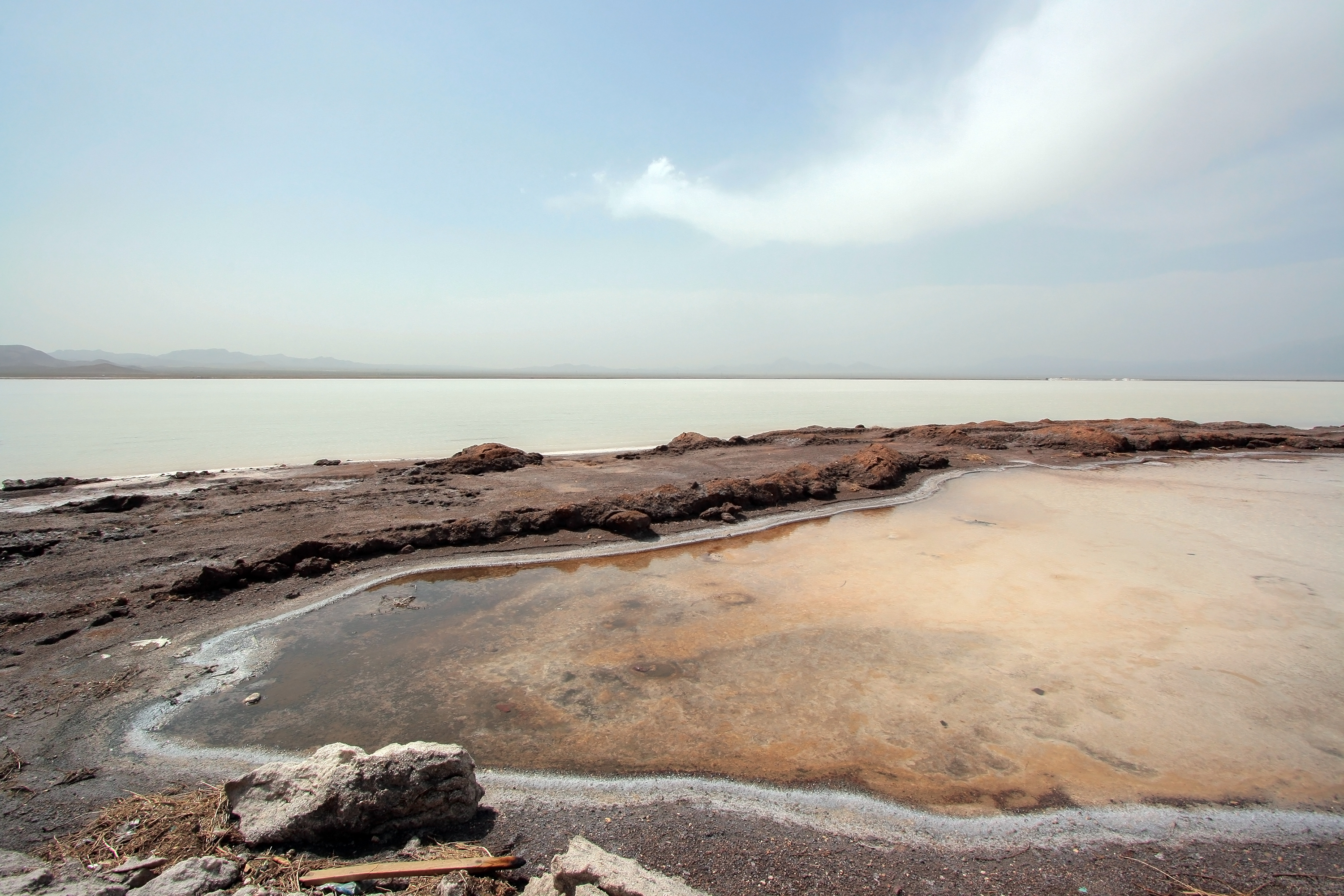
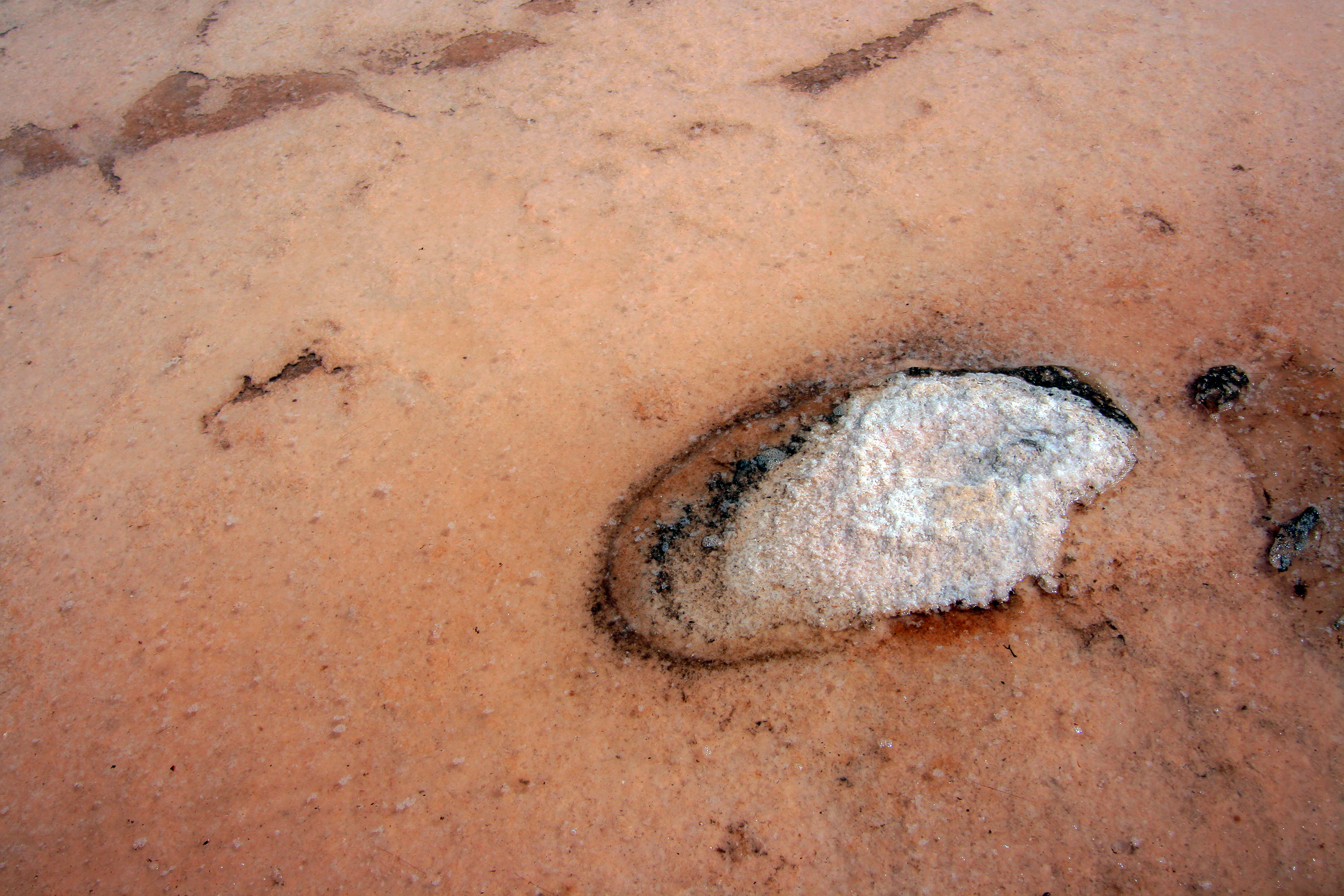
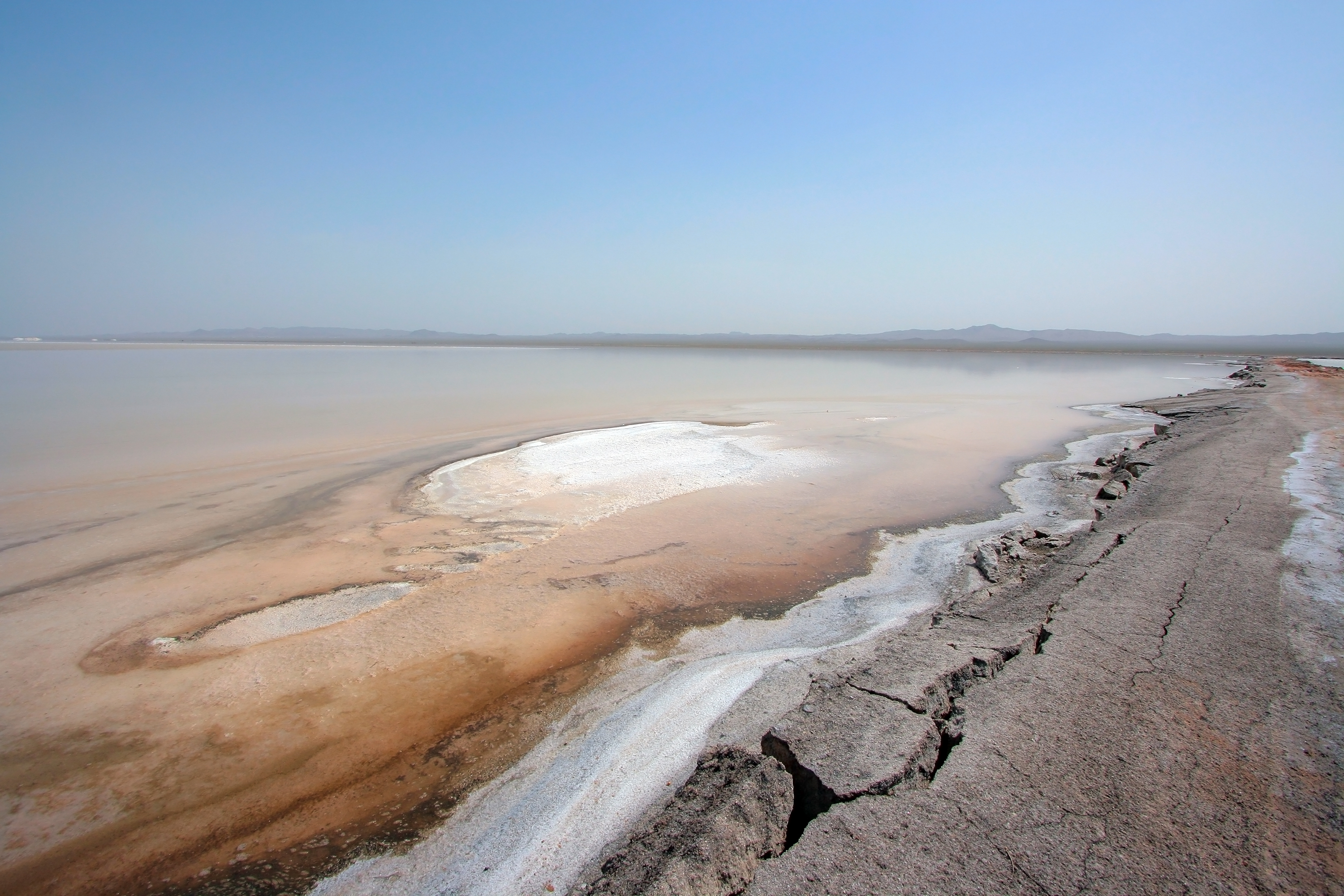
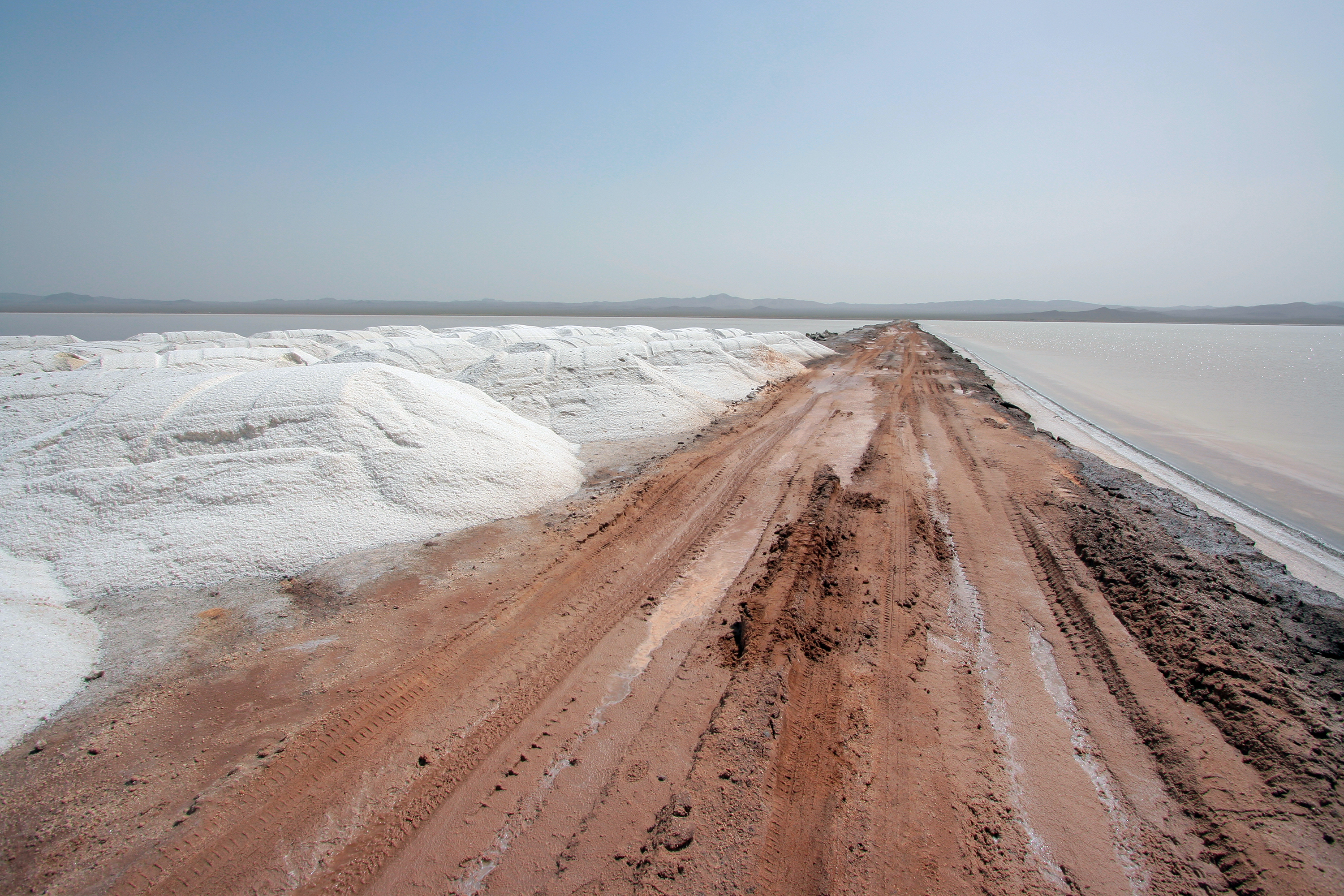
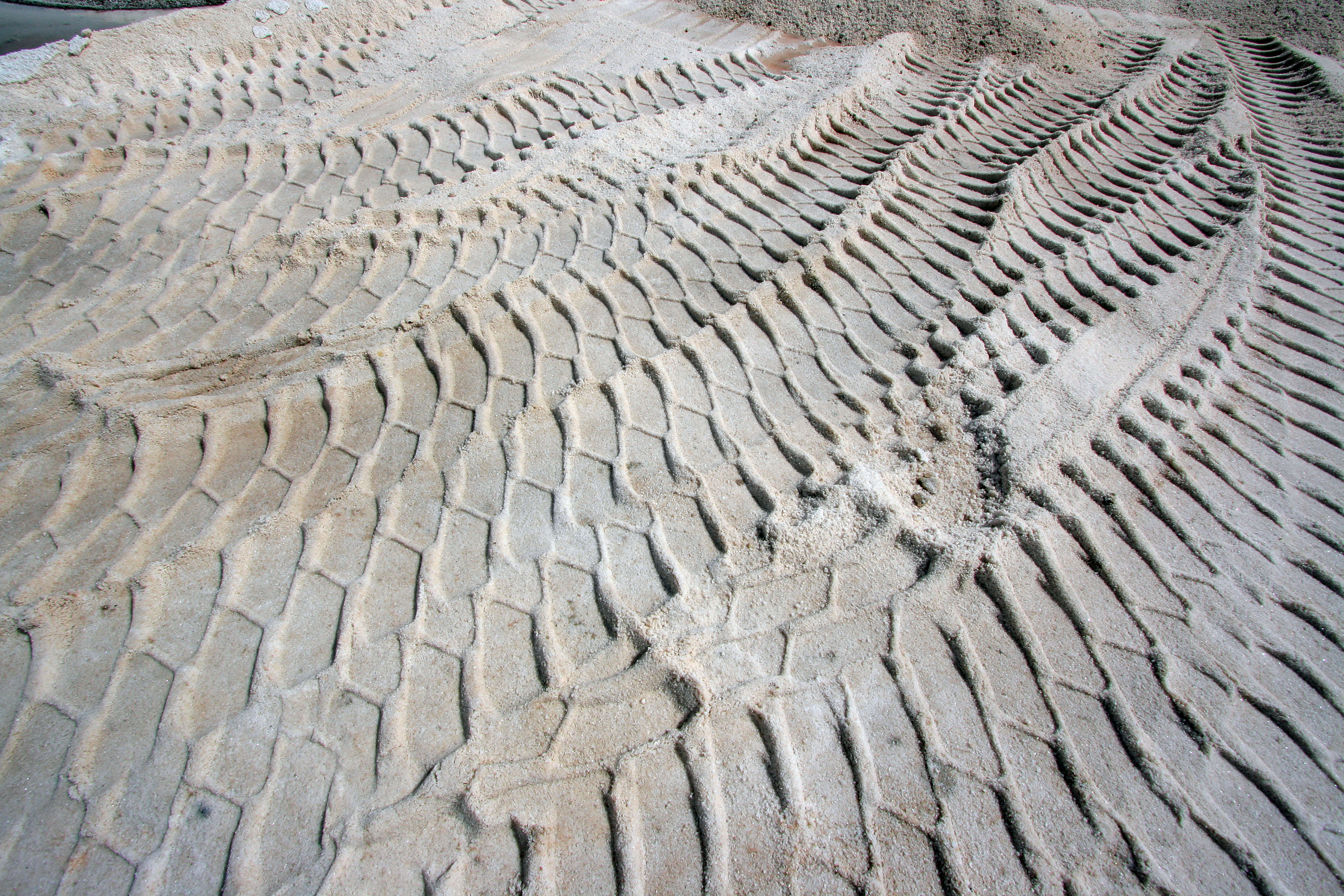
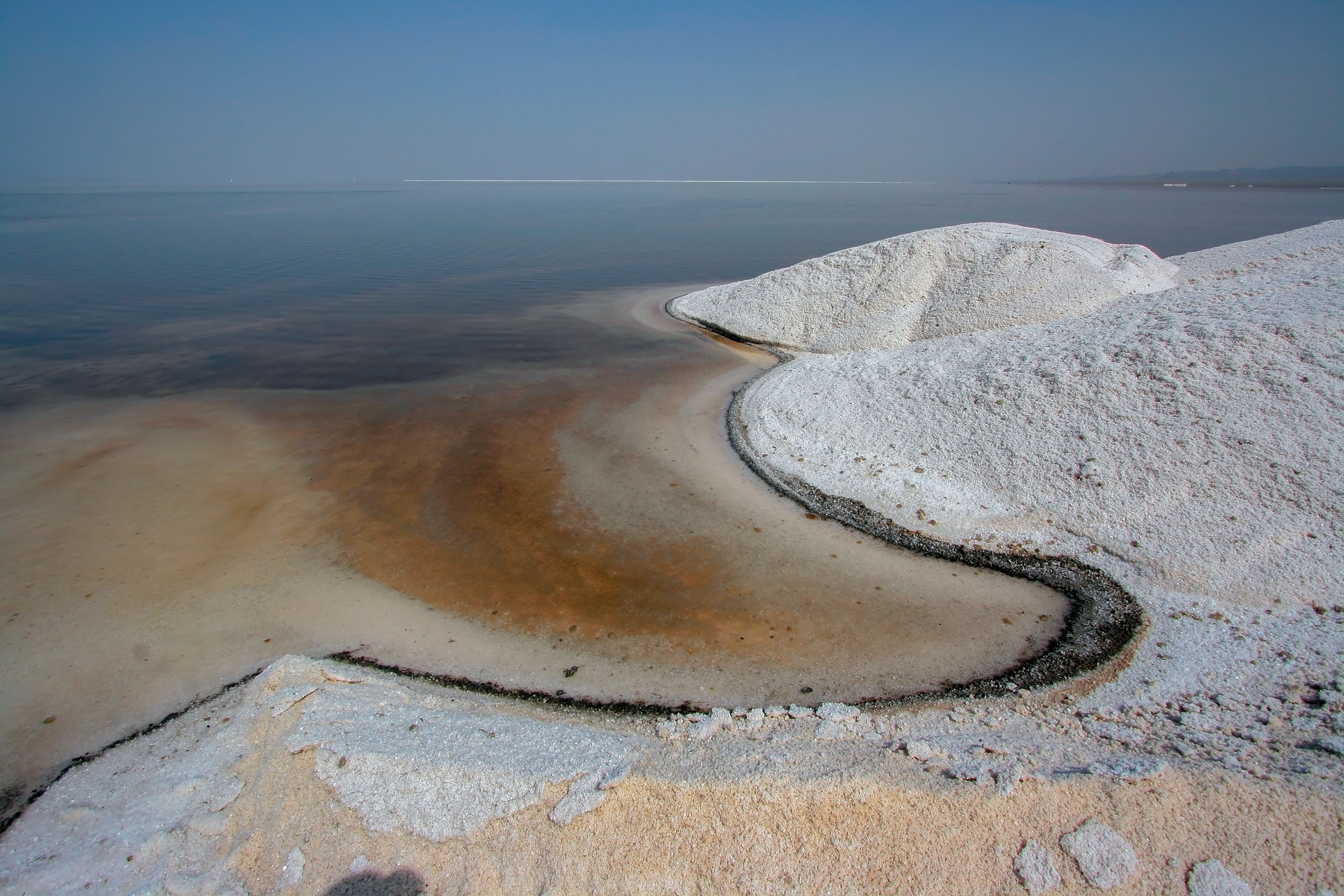
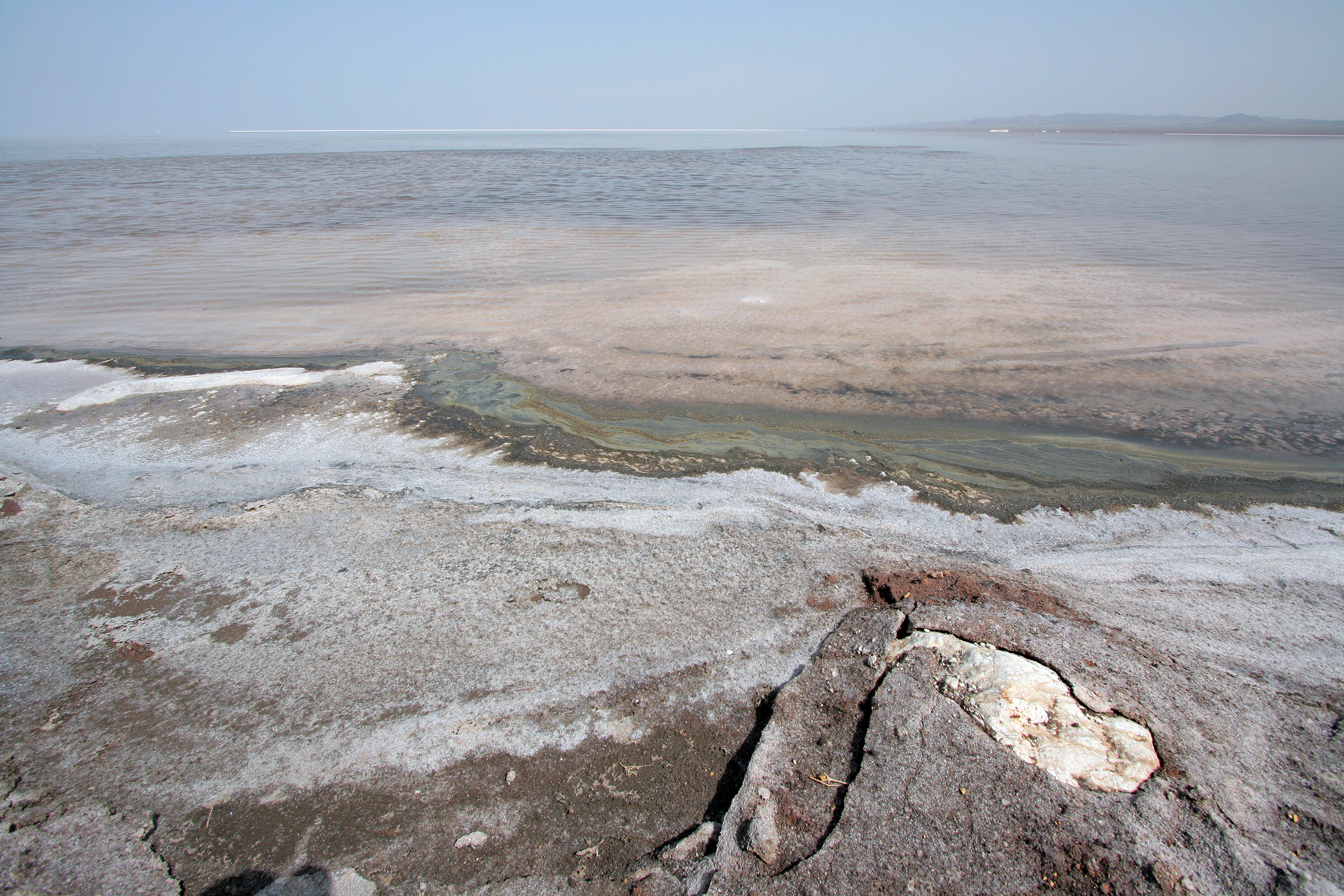